# José Justo Corro
José Justo Corro (Guadalajara, 19 luglio 1794 – Guadalajara, 18 dicembre 1864) è stato un politico messicano.
È stato Presidente del Messico dal 28 febbraio 1836 al 19 aprile 1837.